# جيمس إتش بولك
جيمس إتش بولك (بالإنجليزية: James H. Polk)‏ هو عسكري أمريكي، ولد في 13 ديسمبر 1911 في باتانغاس في الفلبين، وتوفي في 18 فبراير 1992 في إل باسو في الولايات المتحدة.

## وصلات خارجية
- جيمس إتش بولك على موقع مونزينجر (الألمانية)